# India Hair
Pour les articles homonymes, voir Hair.
India Hair est une actrice française, née en 1987 à Saumur (Maine-et-Loire).

## Biographie

### Origines familiales et formation
Née d'un père américain, céramiste, et d'une mère anglaise, India Hair passe son enfance à Thizay (en Indre-et-Loire, à une dizaine de kilomètres de Saumur), où résident ses parents et où se trouve l'atelier de son père. 
Après le collège, elle entre au lycée La Colinière à Nantes, où elle obtient un baccalauréat littéraire option théâtre.
Elle fait ses études supérieures au conservatoire de Nantes, dont elle sort diplômée en 2007, puis au Conservatoire national supérieur d'art dramatique de Paris.

### Carrière
Elle apparaît pour la première fois au cinéma dans Avant l'aube en 2011.
Elle obtient ses premières nominations aux Lumière de la révélation féminine et César du meilleur espoir féminin lors de la 38e cérémonie des César grâce au film Camille redouble.
Elle poursuit son ascension comme comédienne en jouant dans de nombreux longs-métrages remarqués dont Petit Paysan (2017). 
Puis l'iconoclaste Olivier Babinet lui offre en 2019 son premier rôle principal dans un long métrage (aux côtés de Gustave Kervern) : Poissonsexe, « une comédie dystopique qui navigue entre surréalisme, poésie et romantisme », où elle campe Lucie, une serveuse pleine de ressources, avec un cœur sensible à la détresse de la vie marine. Une fable écologique tendre et « délicieusement décalée », qui présente une humanité dans un futur proche confrontée à la disparition de la quasi-totalité des poissons de la mer, et à l'échouage de la dernière baleine, ainsi qu'à une grave crise démographique en raison d'un déclin assez drastique de la fertilité. Mais l'espoir va revenir grâce au travail opiniâtre d'une équipe de chercheurs en biologie marine (dont Daniel Luxet, qui rêve de devenir Papa, interprété par Kervern), à la découverte d'une curieuse créature amphibienne — comme un poisson à quatre pattes, espèce qu'on croyait éteinte depuis lontemps, sorte d'axolotl marin du nord sibérien — qui communique « télépathiquement » à travers le téléphone, et à un chassé-croisé amoureux après bien des malentendus. Pour ce rôle, India Hair est nommée comme Meilleur espoir féminin aux César 2021.
Puis elle joue entre autres dans des films qui ont connu le succès :  Mandibules de Quentin Dupieux et Une jeune fille qui va bien de Sandrine Kiberlain (2020) ou encore Jeanne du Barry de Maïwenn (2023) dans lequel elle incarne Adélaïde de France, aux côtés de la cinéaste dans le rôle titre et de Johnny Depp dans celui de Louis XV.
En 2024, Emmanuel Mouret lui offre encore un rôle principal dans un long métrage avec Trois amies, où elle joue avec Camille Cottin et Sara Forestier.

## Filmographie

### Cinéma

#### Longs métrages
- 2011 : Avant l'aube de Raphaël Jacoulot : Maud
- 2012 : Camille redouble de Noémie Lvovsky : Alice
- 2013 : Divin Enfant d'Olivier Doran : Sophie, la fille au pair
- 2013 : Jacky au royaume des filles de Riad Sattouf : Corune
- 2014 : Le Beau Monde de Julie Lopes-Curval : Manon
- 2014 : Brèves de comptoir de Jean-Michel Ribes : la jeune femme gourmande
- 2014 : Chic ! de Jérôme Cornuau : Karine Lefort
- 2015 : Peur de rien de Danielle Arbid : Victoire
- 2015 : L'Astragale de Brigitte Sy : Suzy
- 2016 : Rester vertical d'Alain Guiraudie : Marie
- 2016 : La Fine Équipe de Magaly Richard-Serrano : Milou
- 2017 : Petit Paysan d'Hubert Charuel : Angélique, la boulangère
- 2017 : Crash Test Aglaé d'Éric Gravel : Aglaé Lanctot
- 2017 : Demain et tous les autres jours de Noémie Lvovsky : la psychologue scolaire
- 2017 : Marvin ou la Belle Éducation d'Anne Fontaine : Vanessa
- 2019 : Une intime conviction d'Antoine Raimbault : Séverine Lacoste
- 2019 : Deux Fils de Félix Moati : la psychologue
- 2019 : Qui m'aime me suive ! de José Alcala : Sandra
- 2020 : Poissonsexe d'Olivier Babinet : Lucie
- 2020 : Mandibules de Quentin Dupieux : Cécile
- 2021 : Une jeune fille qui va bien de Sandrine Kiberlain : Viviane
- 2022 : En même temps de Benoit Delépine et Gustave Kervern : Elise dite Sandra
- 2022 : Sentinelle sud de Mathieu Gerault : Lucie
- 2022 : La Ligne d'Ursula Meier : Louise
- 2022 : Annie colère de Blandine Lenoir : Claudine
- 2023 : Les Petites Victoires de Mélanie Auffret : Pauline
- 2023 : Jeanne du Barry de Maïwenn : Adélaïde de France
- 2023 : Rien à perdre de Delphine Deloget : madame Henry, l'assistante sociale
- 2024 : Bisons de Pierre Monnard : Lena Humbert, la vétérinaire
- 2024 : Trois Amies d'Emmanuel Mouret : Joan Belair
- 2024 : Les Barbares de Julie Delpy : Géraldine Riou
- 2025 : Planète B d'Aude Léa Rapin : Victoire
- 2025 : Jeunes Mères de Jean-Pierre et Luc Dardenne : Morgane
- 2025 : Le Rendez-vous de l'été de Valentine Cadic : Julie
- 2026 : Les Matins merveilleux d'Avril Besson : Charlie

#### Courts métrages
- 2012 : Peinture fraîche de Gilles Serrand : Manon
- 2013 : Petit Matin de Christophe Loizillon : Alice
- 2014 : Jour J de Julia Bünter : Adrienne
- 2015 : Voiler la face d'Ibtissem Guerda : Enora
- 2016 : Lorraine ne sait pas chanter d'Anna Marmiesse : Lorraine
- 2017 : Rhapsody in Blueberry de Gaëlle Denis : Rhapsody
- 2017 : Un peu après minuit de Jean-Raymond Garcia et Anne-Marie Puga : Suzanne
- 2019 : Le Coup des larmes de Clémence Poésy : Florence Parady
- 2024 : Queen Size d'Avril Besson : Charlie

### Télévision

#### Séries télévisées
- 2012 : Boulevard du Palais, saison 13, épisode 4 Ravages de Marc Angelo : Juliette Roussel
- 2015 : Le Castor (mini-série), épisode 1 Les Supers shoppeuses de Marie Marquis
- 2017 : Paris, etc. de Zabou Breitman : Victoria
- 2019 : Capitaine Marleau de Josée Dayan, épisode Quelques maux d'amour : Chloé
- 2019 : Mouche : Nini
- 2019 : Replay de Matthias Castegnaro (mini-série), épisode 1 Le Jeu de l'amour et du hasard : Lisette
- 2020 : Dix pour cent, saison 4, épisode 4 Sandrine de Marc Fitoussi : Ulrika Desrosières
- 2021 : Les Hautes Herbes de Jérôme Bonnell (mini-série) : Maud Lefort
- 2022 : Des gens bien : Stéphane
- 2023 : Polar Park : Aurélie Poulidor
- 2024 : Les enfants sont rois de Sébastien Marnier : Lou
- 2025 : Sud-Est

#### Téléfilms
- 2017 : La Bête curieuse de Laurent Perreau : Élodie
- 2019 : La Maladroite d'Éléonore Faucher : Laëtitia Dubois

## Théâtre
- 2018 : Un mois à la campagne de Ivan Tourgueniev, mise en scène Alain Françon, Théâtre Déjazet

## Distinctions

### Récompenses
- Prix Lumières 2013 : Meilleur espoir féminin avec Judith Chemla et Julia Faure pour Camille redouble
- Festival Jean Carmet 2022 : Prix du jury du meilleur second rôle féminin pour Annie colère [6]

### Nominations
- César 2013 : César du meilleur espoir féminin pour Camille redouble[7]
- César 2021 : César du meilleur espoir féminin pour Poissonsexe[7]